# Netarts, Oregon
Netarts, Oregon (енгл. Netarts) насељено је место без административног статуса у америчкој савезној држави Орегон.

## Демографија
По попису из 2010. године број становника је 748, што је 4 (0,5%) становника више него 2000. године.
| Група             | 2000.       | 2010.       |
| Белци             | 694 (93,3%) | 698 (93,3%) |
| Афроамериканци    | 0 (0,0%)    | 0 (0,0%)    |
| Азијати           | 4 (0,5%)    | 0 (0,0%)    |
| Хиспаноамериканци | 24 (3,2%)   | 31 (4,1%)   |
| Укупно            | 744         | 748         |